# Patatas revolconas
Las patatas meneás (denominadas también patatas revolconas) son un plato de puré de patatas típico de las provincias de Ávila, Salamanca, Cáceres y del oeste de la Provincia de Toledo en concreto de la comarca de Talavera de la Reina. Es originario de El Tiemblo,[cita requerida] donde se suelen denominar igualmente patatas revueltas, meneadas (meneás) o removidas. Se trata de un plato de la cocina española elaborado con patatas y pimentón, al que se añaden productos cárnicos de la matanza. Se caracteriza por el color rojo del pimentón. Es un plato que se sirve caliente. Tradicionalmente era comida humilde de campesinos, que ha evolucionado a servirse en pequeñas raciones como tapas.

## Características

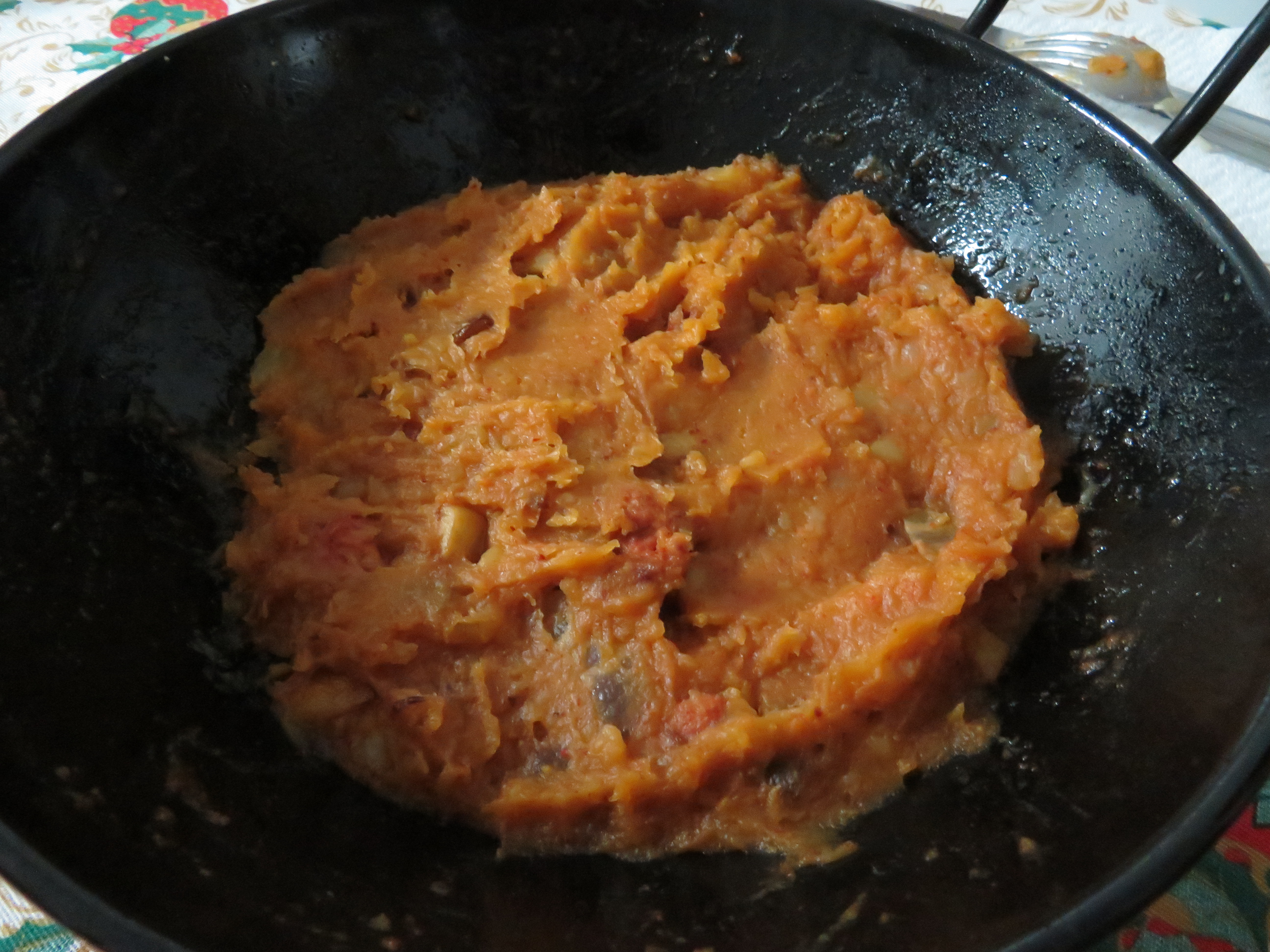
Patatas revoltonas

La base del plato es el puré de patatas, al que se da sabor con pimentón (generalmente el pimentón de la Vera dulce) y ajos. El pimentón proporciona un color rojo al mismo tiempo que un aroma especial. Suele servirse en un montón sobre un plato, que al ser emplatado se corona con unos dados de torreznos fritos que se suelen clavar en la masa. El contraste de texturas entre el crujiente cárnico y la masa caliente de la patata es una de características de este plato.